# Јорк (Пенсилванија)
Јорк (енгл. York) град је у америчкој савезној држави Пенсилванија. По попису становништва из 2010. у њему је живело 43.718 становника.

## Географија
Јорк се налази на надморској висини од 223 m.

## Демографија
Према попису становништва из 2010. у граду је живело 43.718 становника, што је 2.856 (7,0%) становника више него 2000. године.
|                   | 2010.           | 2000.           |
| Укупно            | 43 718 (100,0%) | 40 862 (100,0%) |
| Белци             | 17 904 (40,95%) | 22 142 (54,19%) |
| Хиспаноамериканци | 12 458 (28,50%) | 7 026 (17,19%)  |
| Афроамериканци    | 12 248 (28,02%) | 10 270 (25,13%) |
| Остали            | 567 (1,297%)    | 850 (2,080%)    |
| Азијати           | 541 (1,237%)    | 574 (1,405%)    |